# Aquae Sirenses
Aquae Sirenses est parmi les cités les plus importantes de la Maurétanie césarienne et constituait l'un des principaux centres militaires du Limes durant les règnes des empereurs Trajan et Antonin.
Le site se trouve aujourd'hui sur le territoire de la commune de Bou Hanifia dans la wilaya de Mascara. Il couvre une superficie d'environ 35 hectares et a été classé en tant que site archéologique sous le numéro 281/67, par arrêté du 20 décembre 1967.

## Géographie

### Relief
La ville est située sur le versant du mont Dergara, et à côté se trouve Oued al-Hamam, l'une des rivières les plus importantes de Oued Mina.

## Histoire

### Époque romaine
Le site a été fondé entre les règnes de Trajan et d'Antonin comme centre militaire pour assurer la protection contre les attaques de la population locale. Le camp militaire devint une ville fortifiée grâce aux nombreux habitants qui l'attirèrent en raison de la fertilité de la terre, qui l'utilisèrent au profit de la culture du blé et de l'olivier.

### Epoque byzantin
Des fouilles archéologiques menées sur le site en 2022 ont permis de découvrir d'autres ruines datant de l'an 569, soit de l'époque byzantine ou de l'époque des royaumes indépendants. Le site couvre une superficie d'environ 3 hectares.

## Culte

### Christianisme
La ville disposait de trois églises. Aquæ Sirenses fut un bastion du donatisme, à la conférence de 411, seul participe Honoratus l’évêque donatiste dont la sœur Robba est enterrée dans l’église d’Ala Milaria parmi les “saints” et les “martyrs” donatistes. Dans la Noticia de 484 ; la ville n’est représentée que par le seul Félix, l’évêque donatiste. C’est d’Aquæ Sirenses que provient l’épitaphe la plus récente, datée de 569 de l’ère chrétienne.